# ABA Liga 2018-2019
La ABA Liga 2018-2019 è stata la 18ª edizione della Lega Adriatica.

## Regolamento e formato
Il 13 marzo 2018, l'assemblea della Lega Adriatica ha deciso di abolire le classifiche nazionali e, a partire dalla stagione 2018–19, le squadre partecipanti sono determinate sulla base dei risultati ottenuti nelle competizioni controllate dalla Lega Adriatica (ABA Liga e ABA 2 Liga). Secondo ciò, la promozione al primo livello del campionato è possibile solo dalla seconda divisione. L'ultima squadra classificata nella stagione 2017–18 perde il diritto di partecipare alla nuova stagione e il suo posto viene dato al campione della stagione 2017–18 della seconda divisione. Inoltre, a partire dalla stagione 2018–19, la squadra classificata all'undicesimo posto in ABA Liga e la finalista dell'ABA 2 Liga si sfideranno in uno spareggio per un posto nel campionato di primo livello della stagione 2019-2020. La serie dello spareggio sarà al meglio delle 3 gare, con il fattore campo a favore della squadra che ha giocato in ABA Liga.
Il numero massimo di squadre per ogni paese ammesso è cinque. La squadra classificata all'ultimo posto avrò un posto garantito in ABA 2 Liga la stagione seguente.

## Squadre

### Promozione e retrocessione
Partecipano 12 squadre, di cui 11 provenienti dalla stagione 2017–18 e una promossa dalla ABA 2 Liga 2017-2018.
Squadra promossa dalla ABA 2 Liga
- Krka

Squadra retrocessa in ABA 2 Liga
- MZT Skopje Aerodrom

### Squadre partecipanti
Serbia
- FMP Belgrado
- Mega Belgrado
- Partizan
- Stella Rossa

 Croazia
- Cedevita Junior
- Cibona Zagabria
- Zara

 Montenegro
- Budućnost
- Mornar Bar

 Slovenia
- Krka Novo mesto
- Olimpija Lubiana

 Bosnia ed Erzegovina
- Igokea

## Regular season
|  | Qualificate per la Final four                         |
|  | Qualificata per lo spareggio retrocessione/promozione |
|  | Retrocessa in ABA 2 Liga                              |

|     | Squadra                  | G  | V  | P  | PF   | PS   | Diff. | P.ti | SD  |
| --- | ------------------------ | -- | -- | -- | ---- | ---- | ----- | ---- | --- |
| 1.  | Stella Rossa mts         | 22 | 21 | 1  | 1875 | 1517 | +358  | 43   |     |
| 2.  | Cedevita Zagabria        | 22 | 16 | 6  | 1924 | 1769 | +155  | 38   | +3  |
| 3.  | Budućnost VOLI Podgorica | 22 | 16 | 6  | 1783 | 1636 | +147  | 38   | -3  |
| 4.  | Partizan NIS             | 22 | 14 | 8  | 1779 | 1663 | +116  | 36   |     |
| 5.  | Mega Bemax               | 22 | 10 | 12 | 1802 | 1880 | -78   | 32   | +9  |
| 6.  | FMP Belgrado             | 22 | 10 | 12 | 1736 | 1786 | -50   | 32   | -9  |
| 7.  | Cibona Zagabria          | 22 | 9  | 13 | 1744 | 1810 | -66   | 31   |     |
| 8.  | Igokea                   | 22 | 8  | 14 | 1798 | 1869 | -71   | 30   | 2-0 |
| 9.  | Mornar Bar               | 22 | 8  | 14 | 1780 | 1907 | -127  | 30   | 0-2 |
| 10. | Krka                     | 22 | 7  | 15 | 1587 | 1776 | -189  | 29   | +7  |
| 11. | Zadar                    | 22 | 7  | 15 | 1803 | 1900 | -97   | 29   | -7  |
| 12. | Petrol Olimpija Lubiana  | 22 | 6  | 16 | 1685 | 1783 | -98   | 28   |     |

## Playoff

### Tabellone
|  | Semifinali | Semifinali      | Semifinali |           |   | Finale       | Finale | Finale |  |
|  |            |                 |            |           |   |              |        |        |  |
|  | 1          | Stella Rossa    | 2          |           |   |              |        |        |  |
|  | 1          | Stella Rossa    | 2          |           |   |              |        |        |  |
|  | 4          | Partizan        | 1          |           |   |              |        |        |  |
|  | 4          | Partizan        | 1          |           | 1 | Stella Rossa | 3      |        |  |
|  |            |                 |            |           | 1 | Stella Rossa | 3      |        |  |
|  |            |                 | 3          | Budućnost | 2 |              |        |        |  |
|  | 2          | Cedevita Junior | 3          | Budućnost | 2 | 1            |        |        |  |
|  | 2          | Cedevita Junior |            |           |   |              |        |        |  |
|  | 3          | Budućnost       | 2          |           |   |              |        |        |  |

### Semifinali
| Squadra 1         | Totale | Squadra 2                | Gara 1  | Gara 2 | Gara 3 |
| ----------------- | ------ | ------------------------ | ------- | ------ | ------ |
| Stella Rossa mts  | 2 - 1  | Partizan NIS             | 106-101 | 67-70  | 84-63  |
| Cedevita Zagabria | 1 - 2  | Budućnost VOLI Podgorica | 90-83   | 72-87  | 73-78  |

### Finale
| Squadra 1        | Totale | Squadra 2                | Gara 1 | Gara 2 | Gara 3 | Gara 4 | Gara 5 |
| ---------------- | ------ | ------------------------ | ------ | ------ | ------ | ------ | ------ |
| Stella Rossa mts | 3 - 2  | Budućnost VOLI Podgorica | 91-72  | 107-69 | 72-80  | 80-84  | 97-54  |

## Spareggio retrocessione/promozione
| Squadra 1 | Totale | Squadra 2           | Gara 1 | Gara 2 | Gara 3 |
| --------- | ------ | ------------------- | ------ | ------ | ------ |
| Zadar     | 2-1    | MZT Skopje Aerodrom | 83-89  | 78-77  | 86-75  |

## Squadra vincitrice
|    | Naz.                                        | Ruolo | Sportivo            | Anno | Alt. | Peso |  |
| -- | ------------------------------------------- | ----- | ------------------- | ---- | ---- | ---- |  |
| 1  | Stati Uniti (bandiera) · Liberia (bandiera) | P     | Joe Ragland         | 1989 | 182  | 80   |  |
| 2  | Serbia (bandiera)                           | AP    | Aleksa Radanov      | 1998 | 202  | 84   |  |
| 3  | Serbia (bandiera)                           | P     | Filip Čović         | 1989 | 180  | 91   |  |
| 4  | Serbia (bandiera)                           | AP    | Marko Kešelj        | 1988 | 206  | 94   |  |
| 5  | Grecia (bandiera)                           | AP    | Stratos Perperoglou | 1984 | 203  | 104  |  |
| 7  | Serbia (bandiera)                           | A     | Dejan Davidovac     | 1995 | 203  | 95   |  |
| 9  | Serbia (bandiera)                           | GA    | Nemanja Nenadić     | 1994 | 197  | 88   |  |
| 10 | Serbia (bandiera)                           | GA    | Branko Lazić        | 1989 | 196  | 87   |  |
| 11 | Senegal (bandiera)                          | AG    | Mouhammad Faye      | 1985 | 208  | 95   |  |
| 12 | Stati Uniti (bandiera)                      | PG    | Billy Baron         | 1990 | 188  | 88   |  |
| 13 | Serbia (bandiera)                           | AP    | Ognjen Dobrić       | 1994 | 200  | 93   |  |
| 14 | Serbia (bandiera)                           | C     | Dušan Ristić        | 1995 | 214  | 111  |  |
| 22 | Serbia (bandiera)                           | AG    | Boriša Simanić      | 1998 | 209  | 92   |  |
| 23 | Stati Uniti (bandiera)                      | G     | K.C. Rivers         | 1987 | 195  | 92   |  |
| 33 | Germania (bandiera)                         | C     | Maik Zirbes         | 1990 | 207  | 115  |  |
| 50 | Nigeria (bandiera)                          | C     | Michael Ojo         | 1993 | 216  | 138  |  |
|    | Serbia (bandiera)                           | ALL   | Milan Tomić         |      |      |      |  |

## Premi e riconoscimenti
- ABA Liga MVP:  Goga Bitadze,  Budućnost[2]
- ABA Liga Finals MVP:  Billy Baron,  Stella Rossa[3]
- Miglior prospetto:  Goga Bitadze,  Budućnost[4]
- Quintetto ideale:[5]
  -  Joe Ragland,  Stella Rossa
  -  Jacob Pullen,  Cedevita Junior
  -  Stratos Perperoglou,  Stella Rossa
  -  Jock Landale,  Partizan
  -  Goga Bitadze,  Budućnost